# В тылу врага (фильм, 1941)
«В тылу́ врага́» — советский художественный фильм о советско-финляндской войне, снятый в 1941 году режиссёром Евгением Шнейдером.

## Сюжет
События, показанные в фильме, происходят в 1939—1940 годах во время Финской войны. Трое советских разведчиков во главе с красноармейцем Бойковым пробираются в тыл противника, на хутор, временно покинутый белофиннами, и замаскировываются на чердаке одного из домов. Они успевают установить связь по телефону со своим штабом. Но вдруг появляются финны. В спешке они начинают готовить артиллерийские позиции. Между ними и советскими разведчиками возникает бой. На чердаке остаётся Бойков. Он отбивается от врага и при этом умело корректирует направление огня своей группы, но потом получает тяжёлое ранение…

## В ролях
- Николай Крючков — Бойков
- Александр Гречаный — Карпенко
- Павел Шпрингфельд — Баландин, боец
- Александр Баранов — лейтенант РККА
- Пётр Соболевский — белофинн
- Пётр Савин — командир батареи
- Николай Рыжов — эпизод
- Николай Ярочкин — эпизод
- Георгий Юматов — эпизод

## Съёмочная группа
- Автор сценария: Рудольф Бершадский
- Режиссёр: Евгений Шнейдер
- Главный оператор: Александр Шеленков
- Оператор: Николай Прозоровский
- Художник: Иван Степанов
- Композитор: Давид Блок
- Звукооператор: Вартан Ерамишев

## Технические данные
- Производство: Союздетфильм
- чёрно-белый